# 1947年北朝鮮人民会議選挙
1947年北朝鮮人民会議選挙（2014ねんきたちょうせんじんみんかいぎせんきょ、朝鮮語: 1947년 북한인민회의 선거）は、1947年2月17日から2月20日に朝鮮のソ連軍政（北朝鮮人民委員会）統治区域で行われた人民会議代議員の選挙である。

## 選挙結果
|                      |                      |                      |           |
| 政党                 | 政党                 | 政党                 | 獲得 議席 |
| 祖国統一民主主義戦線 | 祖国統一民主主義戦線 | 祖国統一民主主義戦線 | 146       |
|                      |                      | 朝鮮労働党           | 86        |
|                      | 朝鮮民主党           | 30                   |           |
|                      | 天道教青友党         | 30                   |           |
| 無所属・その他       | 無所属・その他       | 無所属・その他       | 91        |
|                      |                      | 無所属               | 91        |
| 総計                 | 総計                 | 総計                 | 237       |
| 出典：IPU            |                      |                      |           |